# Schizovalva ablepta
Schizovalva ablepta är en fjärilsart som beskrevs av Antonius Johannes Theodorus Janse 1960. Schizovalva ablepta ingår i släktet Schizovalva och familjen stävmalar. Inga underarter finns listade i Catalogue of Life.